# 吕克弗隆
吕克弗隆（？—前390年），公元前406年至公元前390年斐拉埃僭主，史料阙如。他曾试图控制整个色萨利，并于公元前404年9月3日击败拉里撒及其他的一些城邦。公元前395年，他还在征战，胜负不明。伊阿宋约为其子。